# ヴィタ&ヴァージニア
『ヴィタ&ヴァージニア』（原題:Vita & Virginia）は2018年に公開されたアイルランド・イギリス合作の恋愛映画である。監督はチャンヤ・バトン、主演はジェマ・アータートンとエリザベス・デビッキが務めた。本作は1992年に初演された舞台劇『Vita & Virginia』を原作としている。

## 概略
1920年代のロンドン。ヴィタ・サックヴィル＝ウェストは幸福な結婚生活を営む一方で、女性との恋愛にも熱心であった。そんなある日、ヴィタは気鋭の小説家、ヴァージニア・ウルフと出会った。ヴィタはウルフの謎めいた魅力にすっかり惹き付けられてしまい、あの手この手で彼女を振り向かせようとした。それが功を奏して2人は恋仲になったが、やがて、その稀に見る情熱的な関係も終わりを迎えることになった。
本作はウルフの代表作、『オーランドー』（1928年）の着想の源泉となった2人の恋愛関係を描写していく。

## キャスト
- ジェマ・アータートン - ヴィタ・サックヴィル＝ウェスト
- エリザベス・デビッキ - ヴァージニア・ウルフ
- イザベラ・ロッセリーニ - レディ・サックヴィル
- ルパート・ペンリー＝ジョーンズ - ハロルド・ニコルソン
- ピーター・フェルディナンド - レナード・ウルフ
- ゲシン・アンソニー - クライヴ・ベル
- エメラルド・フェネル - ヴァネッサ・ベル
- アダム・ギレン - ダンカン・スコット
- カーラ・クローム - ドロシー・ウェルズリー
- ロリー・フレック・バーン - ジェフリー・スコット
- ネイサン・スチュワート＝ジャレット - ラルフ・パートリッジ

## 製作
2012年、映画プロデューサーのエヴァンジェロ・キオーシスは知人からアイリーン・アトキンスを紹介され、そこで本作の脚本の初稿を見せてもらい、映画化を決意した。2014年、キオーシスはサシャ・ポラックを監督に迎え、ヴィタ役にジェマ・アータートンを、ヴァージニア役にロモーラ・ガライを起用して、正式に映画化の企画を始動させた。ところが、しばらくしてポラックが企画から離脱したため、企画は仕切り直しとなった。それを受けて、アータートンは友人のチャンヤ・バトン監督に本作の脚本を見せた。バトンは本作に関心を持ち、アトキンスと共同で脚本の完成稿を執筆した。
2016年6月30日、チャンヤ・バトンが本作の監督を務めることになったとの報道があった。2017年2月8日、エヴァ・グリーンとジェマ・アータートンの起用が発表された。5月、グリーンが降板することになり、その代役としてアンドレア・ライズボローの起用が決まった。8月、ライズボローの降板を受けて、エリザベス・デビッキが起用されると共に、イザベラ・ロッセリーニが本作に出演することになった。9月、本作の主要撮影がアイルランドのダブリンで始まった。2019年7月26日、本作のサウンドトラックが発売された。

## 公開・マーケティング
2017年11月1日、本作の劇中写真が初めて公開された。2018年9月11日、本作は第43回トロント国際映画祭でプレミア上映された。2019年6月20日、本作はフレームライン映画祭のオープニング作品として上映された。7月15日、本作のオフィシャル・トレイラーが公開された。

## 評価
本作に対する批評家からの評価は平凡なものに留まっている。映画批評集積サイトのRotten Tomatoesには88件のレビューがあり、批評家支持率は42%、平均点は10点満点で5.55点となっている。サイト側による批評家の見解の要約は「演技は上質で、主人公2人の関係の描写は面白い。しかし、ストーリーの出来が思わしくないため、『ヴィタ&ヴァージニア』はせっかくの魅力を活かし切れていない。」となっている。また、Metacriticには18件のレビューがあり、加重平均値は43/100となっている。